# Pollena

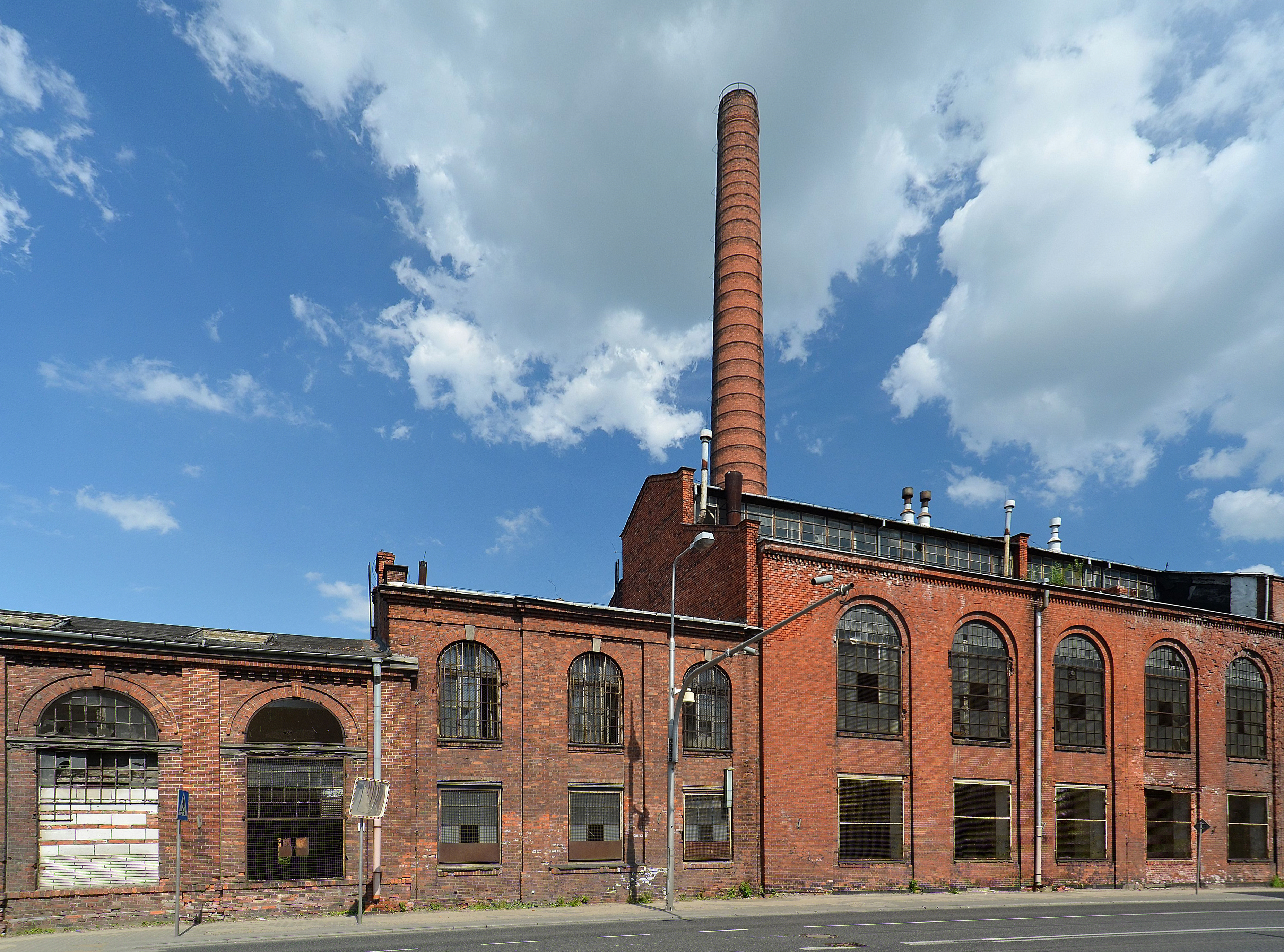
Budynek fabryki Pollena Uroda przy ul. Szwedzkiej w Warszawie (2013)

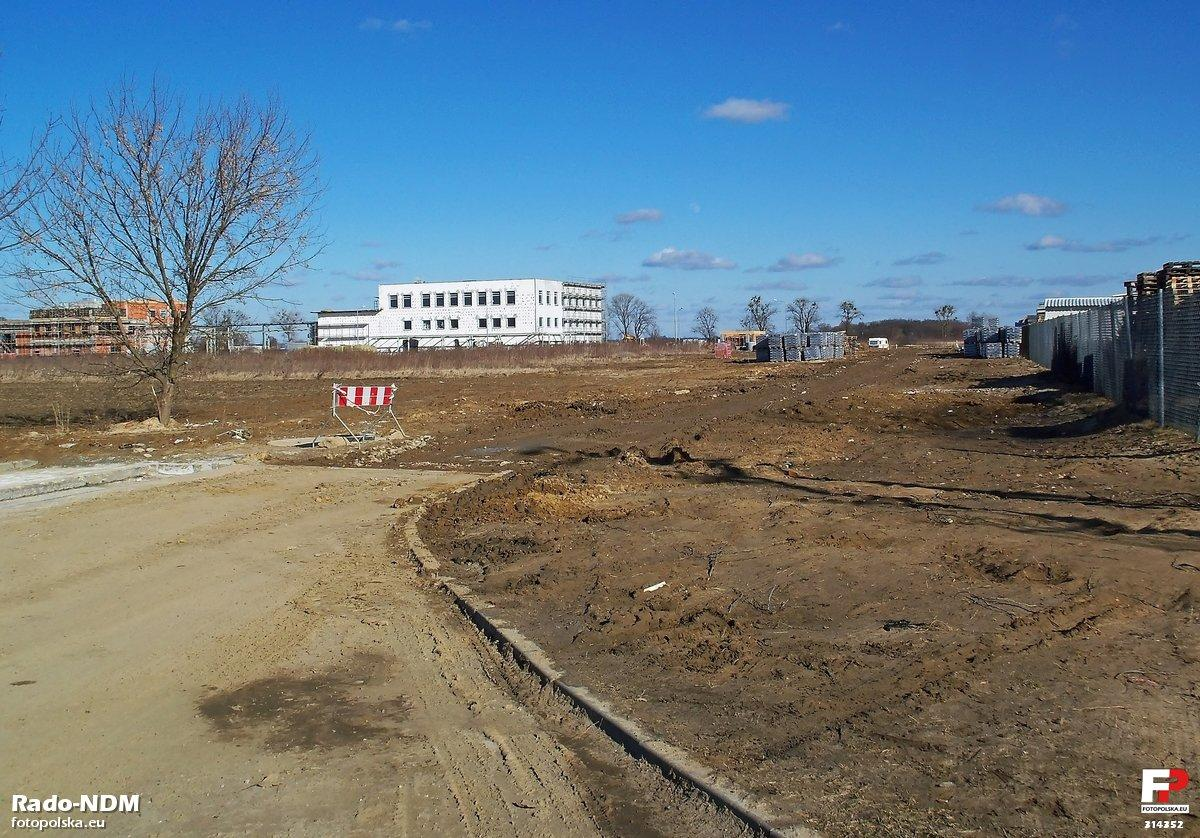
Budynek Fabryki Substancji Zapachowych Pollena-Aroma, Nowy Dwór Mazowiecki (2012)

Pollena – istniejące w PRL zjednoczenie przemysłu kosmetyków i środków czystości.
W latach 1945–1958 zakłady kosmetyczne należały do Zjednoczenia Przemysłu Przetwórczo-Tłuszczowego. W 1958 powołano pierwsze branżowe Zjednoczenie Przemysłu Środków Piorących i Kosmetyków, które w 1964 przekształciło się w Zjednoczenie Przemysłu Chemii Gospodarczej. W latach 1970–1982 to zjednoczenie branżowe funkcjonowało jako Zjednoczenie Przemysłu Chemii Gospodarczej „Pollena” w Warszawie. W 1982 r. zreformowano zarządzanie gospodarką PRL i zmieniono nazwę zjednoczenie na zrzeszenie. W 1989 r. podczas wdrażania planu Balcerowicza (planu Sachsa-Liptona) podjęto działania prywatyzacyjne.

## Opis
Do 1989 r. Zrzeszenie Pollena liczyło m.in. 18 przedsiębiorstw produkujących kosmetyki, mydła, proszek do prania, płyn do mycia naczyń, inne wyroby chemii gospodarczej i kompozycje zapachowe (aromaty). Należały do niego m.in.:
- Pollena-Aroma – fabryka perfum i aromatów w Nowym Dworze Mazowieckim,
- Pollena-Bydgoszcz – od 1991 Unilever Oddział Detergentów i Kosmetyków, fabryka kosmetyków, detergentów, środków czystości, płynów i środków do higieny osobistej[3]
- Pollena-Ewa – fabryka kosmetyków w Łodzi, w 2003 kupiona przez Toruńskie Zakłady Materiałów Opatrunkowych SA
- Pollena-Helenówek – fabryka kosmetyków w Pruszkowie, następnie L’Oréal,
- Pollena-Jawor – producent proszków do prania,
- Pollena-Lechia – fabryka kosmetyków w Poznaniu, następnie Beiersdorf-Lechia SA,
- Pollena-Łaskarzew – następnie Pollena SA, fabryka opakowań kosmetycznych w Łaskarzewie,
- Pollena-Malwa w Świętochłowicach, następnie Global Cosmed S.A,
- Pollena-Miraculum – w Krakowie, producent kosmetyków, zlikwidowane,
- Pollena-Nowy Dwór Mazowiecki – fabryka mydła i proszków do prania, następnie Reckitt Benckiser,
- Pollena-Ostrzeszów,
- Pollena-Racibórz – następnie Henkel, fabryka mydła i proszków do prania,
- Pollena-Savona w Katowicach,
- Pollena-Silesia w Paczkowie następnie Pollena Paczków Sp. z o.o.
- Pollena-Stargard w Stargardzie, fabryka proszków do prania, zlikwidowana,
- Pollena-Ścinawa w Ścinawie,
- Pollena-Uroda – fabryka kosmetyków w Warszawie (pierwowzór założony w 1896 r.)[4], ostatni właściciel: PZ Cussons Polska SA (w likwidacji od grudnia 2023),
- Pollena-Wrocław – dawna fabryka proszków do prania (m.in. detergentowego IXI oraz enzymatycznego E), sprywatyzowana w 1991, od 1993 r. PZ Cussons Polska SA[5][6], od 2015 E&S Industry S.A.[7], później znajdowała się tutaj hiszpańska, rodzinna firma Persan (przeniesiona następnie do podwrocławskich Wróblowic). Rozbiórkę dawnej Polleny-Wrocław przeprowadził z początkiem 2024 deweloper Vantage Development SA, który jako nowy właściciel terenu, otrzymał zgodę na wyburzenie 27 obiektów budowlanych[8].

Najbardziej znane produkty Zrzeszenia Pollena to licencjonowany krem Nivea, proszek IXI, linia produktów hipoalergicznych Biały Jeleń oparta na szarym mydle, mydła, proszki do prania, żele kąpielowe itp.
W XXI w. pod firmą Pollena działa wiele przedsiębiorstw, niezwiązanych ze sobą kapitałowo.